# Modraszek żółtogardły
Modraszek żółtogardły (Iridosornis analis) – gatunek małego ptaka z rodziny tanagrowatych (Thraupidae). Występuje w północno-zachodniej Ameryce Południowej. Nie wyróżnia się podgatunków. W Czerwonej księdze gatunków zagrożonych IUCN klasyfikowany jest jako gatunek najmniejszej troski (LC, Least Concern).

## Systematyka
Pierwszego naukowego opisu gatunku dokonał szwajcarski przyrodnik Johann Jakob von Tschudi w 1844 roku, nadając mu nazwę Tanagra analis. Opis ukazał się na łamach czasopisma „Archiv für Naturgeschichte”. Jako miejsce typowe autor wskazał Peru. W 1936 roku Hellmayr zasugerował jako miejsce typowe dolinę Vitoc w prowincji Chanchamayo. Gatunek monotypowy.

### Etymologia
- Iridosornis: Greckie ιρις iris, ιριδος iridos – tęcza; ορνις ornis, ορνιθος ornithos – ptak[12].
- analis: łac. analis - odnoszący się do pokryw podogonowych od łac. anus - odbyt[13].

## Morfologia
Niewielki ptak o krótkim, grubym i lekko zaokrąglonym dziobie – górna szczęka czarniawa, nieco dłuższa, żuchwa niebieskawo-szara. Nogi od brązowoszarych do czarniawych, tęczówki ciemnoczerwone. Głowa ciemnopurpurowo-niebieska, przechodzi w zielonkawo-turkusowy na karku, grzbiecie, skrzydłach i ogonie. Czoło, okolice oczu i dzioba, bardzo wąskie podgardle oraz okolice za okiem i górne części policzka czarne do czarniawych, tworzą niezbyt mocno zaznaczającą się maskę, która ostro oddzielona jest od jaskrawożółtego gardła i szyi. Pokrywy skrzydeł, lotki i sterówki czarniawe, z zielono-turkusowymi obrzeżami. Pierś i brzuch bladopłowe, ciemniejące w dolnych partiach, kolor przechodzi w kasztanowy na pokrywach podogonowych. Występuje niewielki dymorfizm płciowy. U dorosłej samicy wierzch ciała jest nieco bardziej zielony i bardziej matowy niż u samca. Młode osobniki są podobne do dorosłych z bardziej matowym ubarwieniem. Długość ciała 15–16 cm, masa ciała 20–29 g.

## Zasięg występowania
Modraszek żółtogardły występuje wzdłuż wschodnich zboczy Andów w wąskim pasie od południowej Kolumbii, poprzez Ekwador do południowo-wschodniego Peru. W Kolumbii stwierdzono jego występowanie w departamentach Caquetá i Putumayo. W Ekwadorze najbardziej pospolity jest w południowej części kraju u podnóża pasm górskich Cordillera de Cutucú i Cordillera del Cóndor. Występuje także wzdłuż całego Peru od granicy z Ekwadorem do południowych regionów włącznie z Puno. Modraszek żółtogardły występuje na terenach położonych na wysokości 1000–2350 m n.p.m., jednak zakres wysokości nieco się różni w zależności od kraju: w Kolumbii jest to 1450–2100 m n.p.m., w Ekwadorze 1400–2300 m n.p.m., a w Peru 1000–2350 m n.p.m. Jego zasięg występowania, według szacunków organizacji BirdLife International, obejmuje około 828 tys. km².

## Ekologia
Jego głównym habitatem jest wilgotny las górski oraz jego obrzeża. Preferuje niski, gęsty podszyt. W Ekwadorze zaobserwowano ten gatunek także w skarłowaciałych lasach mglistych. Jest gatunkiem wszystkożernym, do jego diety należą owoce, owady i nasiona. Spotykany jest w mieszanych stadach w okolicach owocujących drzew. Żeruje na kwiatach Axinaea confusa. Jest najprawdopodobniej gatunkiem osiadłym. Długość pokolenia jest określana na 3,7 roku. Zazwyczaj występuje w parach lub małych grupach oraz w stadach mieszanych m.in. z muchotyranikiem rdzawogardłym (Leptopogon rufipectus), andagrą żółtołbistą (Anisognathus somptuosus), tangarką złotą (Tangara arthus), szmaragdotanagrą czarnogardłą (Chlorochrysa calliparaea), tangarką siwogrzbietą (Tangara viridicollis) i andotanagerem zielonym (Chlorornis riefferii).

### Rozmnażanie
Brak jest informacji o rozrodzie tego gatunku.

## Status
W Czerwonej księdze gatunków zagrożonych IUCN modraszek żółtogardły jest klasyfikowany jako gatunek najmniejszej troski (LC, Least Concern). Liczebność populacji nie została oszacowana, ale ptak ten opisywany jest jako dosyć pospolity. Ze względu na zanikanie naturalnego habitatu BirdLife International uznaje trend liczebności populacji za spadkowy.